# DVD+R DL

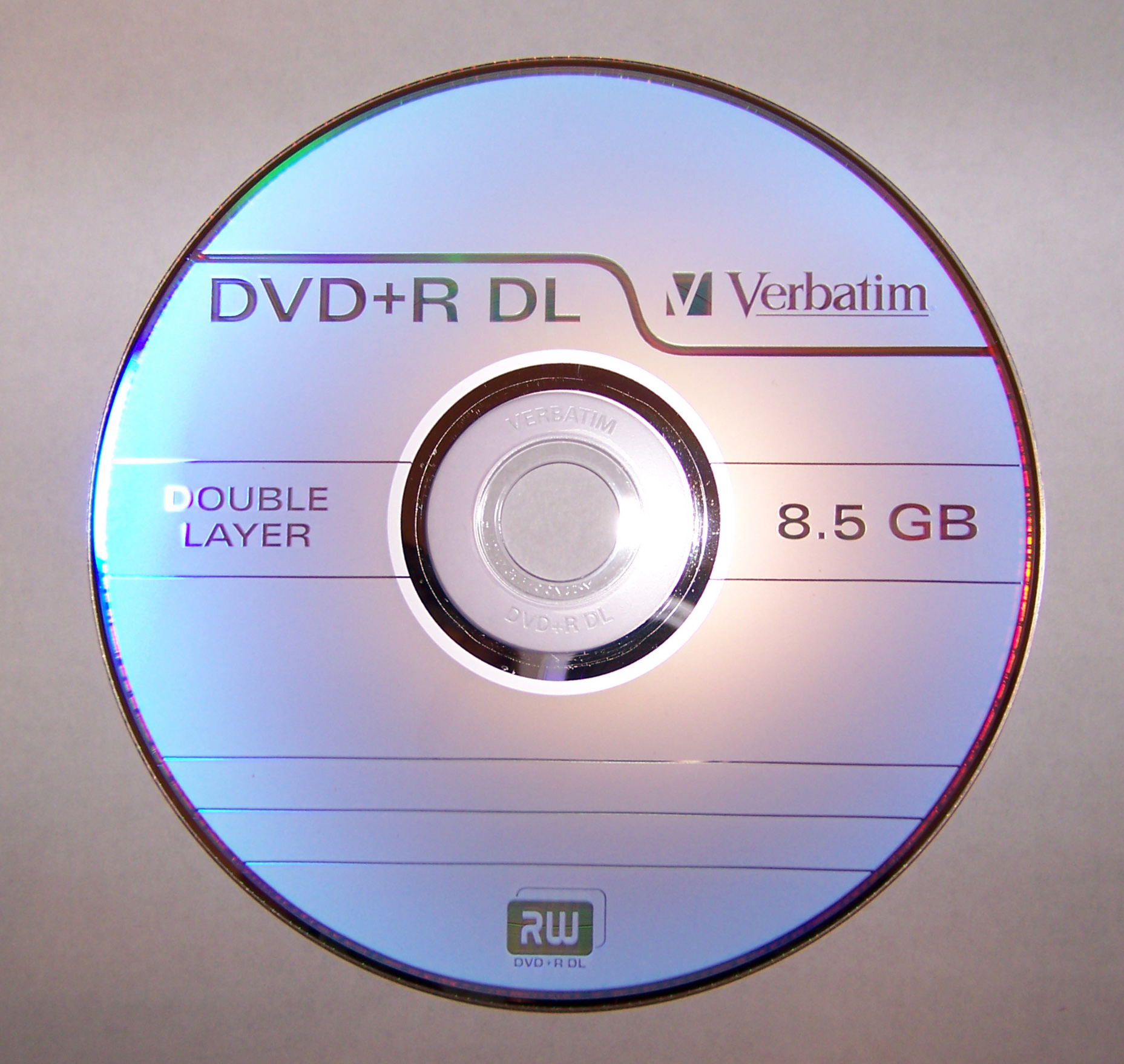
Disc DVD+R DL.

Un DVD+R DL també anomenat  DVD+R8000 és un DVD enregistrable derivat del format DVD+R. És un mitjà emmagatzematge òptic que va ser introduït l'octubre del 2003.
L'afegit «DL» prové de l'anglès Double Layer o doble capa. Els discs DVD+R DL empren dues capes enregistrables, cadascuna amb una capacitat propera als 4,7 GB, que és la capacitat d'un disc DVD amb una sola capa, en resulta una capacitat total de 8,55 GB (o 7,66 GiB). Aquests discs poden ser llegits en molts dels dispositius DVD (les unitats més antigues tenen menys capacitat). Poden ser creats en utilitzar DVD+R DL i dispositius Super Multi. Van aparèixer al mercat a mitjans del 2004, amb preus comparables als discs d'una sola capa.
Una versió que permet múltiples escriptures anomenada DVD+RW DL va ser llançada posteriorment però era incompatible amb els capçals de lectura/escriptura DVD existents.
El format DVD-R DL va ser desenvolupat pel DVD Fòrum de Pioneer Corporation, el DVD+R DL va ser desenvolupat pel DVD+RW Alliance per Philips i Mitsubishi Kagaku Mitjana (MKM). El dispositiu de doble Capa té la capacitat d'accedir a una segona capa per mitjà d'un làser que travessa la primera capa que és semitransparent. El canvi d'una capa a una altra pot crear una notable pausa en alguns reproductors DVD, la mateixa que pot ser d'alguns segons. Tot i les millores, cinc anys després del llançament el format lluitava contra múltiples problemes de qualitat i de compatibilitat.
| DVD+R DL                   | Capacitat | Capacitat |
| diàmetre                   | GB        | GiB       |
| -------------------------- | --------- | --------- |
| 12 cm, single sided        | 8,5       | 7,92      |
| 12 cm, double sided        | 17,1      | 15,93     |
| MiniDVD 8 cm, single sided | 2,6       | 2,42      |
| MiniDVD 8 cm, double sided | 5,2       | 4,84      |

## Taula comparativa de la capacitat dels principals DVD registrables
| Disk Type  | nombre de sectors per a data (sengles 2,048 B) | Capacitat en bytes | Capacitat en GB | Capacitat en GiB |
| ---------- | ---------------------------------------------- | ------------------ | --------------- | ---------------- |
| DVD-R (SL) | 2.298.496                                      | 4.707.,319.808     | 4,7             | 4,384            |
| DVD+R (SL) | 2.295.104                                      | 4.700.372.992      | 4,7             | 4,378            |
| DVD-R DL   | 4.171.712                                      | 8.543.666.176      | 8,5             | 7,957            |
| DVD+R DL   | 4.173.824                                      | 8.547.991.552      | 8,5             | 7,961            |